# Fabio Sguazzero
Fabio Sguazzero (Como, 9 marzo 1973) è un ex hockeista su ghiaccio italiano.
Nato il 9 marzo 1973 a Como, fa le giovanili con l'HC Como.
Con la nazionale italiana ha giocato 16 incontri.

## Albo d'oro
- 2 partecipazioni Europei under 18
- 2 partecipazioni Mondiali Under 20
- 1 partecipazione Coppa dei campioni edizione 1994
- 3 volte campione italiano di Hockey in line
- 2 partecipazioni ai mondiali senior di Los Angeles
- medaglia di bronzo del Coni al valore atletico